# Jin Hou Xie
Jin Hou Xie ou Xiefu est le marquis original de Jin (en chinois:  晉侯燮, en Hanyu pinyin : Jìn Hóu Xiè), et le deuxième dirigeant de l'État de Jin au début de la Dynastie Zhou.
Le marquis Xie succède à son père Tang Shu Yu à la tête de l'état de Tang. Pendant son règne, il déplace la capitale de Tang (唐) à Jin (晉) et renomme l'état Jin.
Après sa mort, son fils Ningzu lui succède en tant que marquis Jin Wu Hou.

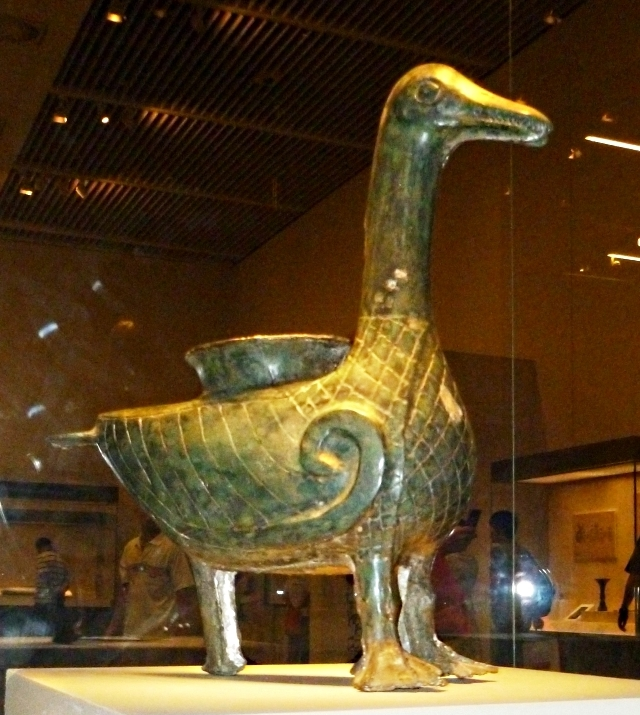
Zun en bronze en forme d'oie de l'Ouest Zhou, Musée national de Chine.